# Ruisbroek (Puurs-Sint-Amands)
Ruisbroek (fr. Ruysbroeck) – dzielnica (deelgemeente) gminy Puurs-Sint-Amands w Belgii, w Regionie Flamandzkim, w prowincji Antwerpia, w okręgu Mechelen. 1 stycznia 2020 roku liczyła 5037 mieszkańców. Do 31 grudnia 2018 samodzielna gmina.

## Demografia
Liczba mieszkańców, stan na 1 stycznia:
| Rok                | 1900 | 1930 | 2020 |
| ------------------ | ---- | ---- | ---- |
| Liczba mieszkańców | 2012 | 2799 | 5037 |